# Matthias Lepiller
Matthias Lepiller (Le Havre, 12 giugno 1988) è un ex calciatore e allenatore di calcio francese, attaccante.

## Carriera
Ha iniziato a giocare nelle giovanili del Le Havre, collezionando anche due presenze con la prima squadra in Ligue 2, nella quale ha esordito il 3 dicembre 2004 contro il Nancy.
Nel 2006 è passato alla Fiorentina, che lo ha aggregato alla Primavera.
Nel 2008 sembrava doversi trasferire in prestito al Queens Park Rangers, ma a causa delle alte pretese economiche del giocatore il trasferimento è sfumato. Dopo essersi allenato in patria con il Lilla è stato dato in prestito dai viola al Grasshoppers. Ha esordito con gli svizzeri in Super League il 13 settembre 2008 contro l'Aarau subentrando all'81º minuto a Lulić.
Il 12 gennaio 2009 lascia il club elvetico e torna alla Fiorentina, in attesa di una nuova collocazione in prestito in una squadra che lo faccia giocare con più frequenza.
Il 23 gennaio 2009 approda in prestito all'Eupen squadra che milita nel campionato belga di seconda divisione. A fine stagione il prestito viene rinnovato e Lepiller ripaga la fiducia disputando un campionato da protagonista, contribuendo alla storica promozione della società bianconera nella Prima Divisione Nazionale.
Il 1º luglio 2010 viene nuovamente rinnovato il prestito alla squadra belga.
Il 31 agosto 2011 passa al Verona in prestito con diritto di riscatto. Il 6 gennaio 2012, segna il suo primo goal all'esordio in Serie B contro il Modena. Il 31 gennaio 2012 nella partita casalinga contro il Grosseto mette a segno una doppietta.
Il 27 agosto 2012 rescinde consensualmente il contratto che lo legava alla Fiorentina.
Il 30 agosto seguente viene ingaggiato dal Novara, dove resta fino a giugno 2014 alla scadenza del contratto. Il 17 novembre 2014 perfeziona l'accordo, per giocare in Lega Pro con la Juve Stabia, raggiunto qualche settimana prima. Il 10 aprile 2015 rescinde anticipatamente il contratto che lo legava alla società campana fino a giugno.

## Statistiche

### Presenze e reti nei club
| Stagione          | Squadra           | Campionato        | Campionato | Campionato | Coppe nazionali | Coppe nazionali | Coppe nazionali | Coppe continentali | Coppe continentali | Coppe continentali | Altre coppe | Altre coppe | Altre coppe | Totale | Totale |
| Stagione          | Squadra           | Comp              | Pres       | Reti       | Comp            | Pres            | Reti            | Comp               | Pres               | Reti               | Comp        | Pres        | Reti        | Pres   | Reti   |
| ----------------- | ----------------- | ----------------- | ---------- | ---------- | --------------- | --------------- | --------------- | ------------------ | ------------------ | ------------------ | ----------- | ----------- | ----------- | ------ | ------ |
| 2004-2005         | Le Havre          | L2                | 1          | 0          | CF+CdL          | 0+0             | 0               | -                  | -                  | -                  | -           | -           | -           | 1      | 0      |
| 2005-2006         | Le Havre          | L2                | 1          | 0          | CF+CdL          | 0+0             | 0               | -                  | -                  | -                  | -           | -           | -           | 1      | 0      |
| Totale Le Havre   | Totale Le Havre   | Totale Le Havre   | 2          | 0          |                 | 0               | 0               |                    |                    |                    |             |             |             | 2      | 0      |
| 2006-2007         | Fiorentina        | A                 | 0          | 0          | CI              | 0               | 0               | -                  | -                  | -                  | -           | -           | -           | 0      | 0      |
| 2007-2008         | Fiorentina        | A                 | 0          | 0          | CI              | 0               | 0               | CU                 | -                  | -                  | -           | -           | -           | 0      | 0      |
| Totale Fiorentina | Totale Fiorentina | Totale Fiorentina | 0          | 0          |                 | 0               | 0               |                    |                    |                    |             |             |             | 0      | 0      |
| 2008-gen. 2009    | Grasshoppers      | SL                | 4          | 0          | CS              | 0               | 0               | -                  | -                  | -                  | -           | -           | -           | 4      | 0      |
| gen.-giu. 2009    | Eupen             | TK                | 11         | 4          | CB              | 0               | 0               | -                  | -                  | -                  | -           | -           | -           | 11     | 4      |
| 2009-2010         | Eupen             | TK                | 30+5       | 10+4       | CB              | 0               | 0               | -                  | -                  | -                  | -           | -           | -           | 35     | 14     |
| 2010-2011         | Eupen             | JL                | 23+10      | 2+0        | CB              | 1               | 0               | -                  | -                  | -                  | -           | -           | -           | 34     | 2      |
| Totale Eupen      | Totale Eupen      | Totale Eupen      | 64+15      | 16+4       |                 | 1               | 0               |                    |                    |                    |             |             |             | 80     | 20     |
| 2011-2012         | Verona            | B                 | 13         | 4          | CI              | 2               | 0               | -                  | -                  | -                  | -           | -           | -           | 15     | 4      |
| 2012-2013         | Novara            | B                 | 23         | 6          | CI              | 0               | 0               | -                  | -                  | -                  | -           | -           | -           | 23     | 6      |
| 2013-2014         | Novara            | B                 | 22         | 1          | CI              | 0               | 0               | -                  | -                  | -                  | -           | -           | -           | 22     | 1      |
| Totale Novara     | Totale Novara     | Totale Novara     | 45         | 7          |                 | 0               | 0               |                    |                    |                    |             |             |             | 45     | 7      |
| 2014-2015         | Juve Stabia       | LP                | 11         | 1          | CI              | 2               | 1               | -                  | -                  | -                  | -           | -           | -           | 13     | 2      |
| Totale carriera   | Totale carriera   | Totale carriera   | 139+15     | 28+4       |                 | 5               | 1               |                    |                    |                    |             |             |             | 159    | 32     |